# Sitio arqueológico El Zapotal
El sitio arqueológico El Zapotal es un área de yacimientos funerarios precolombinos ubicado en la provincia de Loreto, departamento de Loreto, al noreste del Perú. Hasta el momento se desconoce la cultura indígena amazónica al que pertenece El Zapotal.

## Descripción
El Zapotal fue un yacimiento donde una cultura o etnia amazónica desconocida realizaba ritos funerarios, los estudios muestran que la tierra fue constantemente removida para evitar que el ambiente húmedo propio de la amazonía remueva los restos mortales, además también se registró que la tierra arqueológica era Terra preta. Además, el sitio arqueológico se encontraba en una restinga, palabra utilizada por las comunidades nativas para describir a un terreno elevado entre las tierras bajas amazónicas.
El Zapotal se encuentra dentro de la Reserva Nacional Pacaya Samiria, más exactamente a media hora de la cocha Yarina, cerca de la comunidad San José de Samiria, dentro del distrito de Parinari.

### Investigación de su origen y uso
Además de los ritos funerarios, El Zapotal destaca porque los cráneos encontrados presentan deformaciones, presencia de Shibinantis, textilería, y un punto de encuentro femenino en donde se practicaba la mutilación genital a niñas, como un paso importante para que sean consideradas mujeres y casarse.
Otra característica es que los símbolos de los restos materiales tienen una similitud con los de la cultura chavín de la costa norte peruana, lo que alimenta la teoría del origen compartido de las culturas costeñas y amazónicas.

## Conservación
Ah pesar del intento de los constructores originales de El Zapotal de evitar que la humedad afecte el sitio, los excavadores contemporáneos mostraron que El Zapotal presentaba una fuerte erosión; además, varios de los restos materiales se encontraban regados y en las afueras del sitio, lo que provocaba un pobre control de conservación.